# Leonardo Botallo
Leonardo Botallo o Botalli, nacido entre 1515-1519 en Asti , Piamonte, y fallecido entre 1587-1588, fue un médico, cirujano y anatomista italiano del Renacimiento, francés de nacimiento.
En 1543 se graduó en la Universidad de Pavía, sendo alumno de Gabriel Falopio, y posteriormente ejerció la medicina en esta ciudad. En 1544 se unió al ejército francés participando en la batalla de Cerisoles. Ejerció como cirujano durante 20 años adquiriendo una gran experiencia en heridas por armas de fuego.
Posteriormente se trasladó a París y se convirtió en el cirujano real de  Carlos IX y más tarde de Enrique III, gozando del favor de Catalina de Médici. En 1575 es reclamado para atender a Enrique I de Lorena, duque de Guisa, debido a una cuchillada que recibió cerca de Château-Thierry en un enfrentamiento con un cuerpo de alemanes aliados de los hugonotes.
Además de la praxis médica, Botallo se dedicó a la investigación sobre la anatomía del corazón y vasos sanguíneos. En 1560, en Lyon, se publicó su tratado sobre la cirugía "De curandis vulneribus sclopettorum" (reeditado en 1564, 1566, 1575, 1583) Basando el tratado en parte en trabajos anteriores similares, así como en su propia experiencia como cirujano militar.
En 1564 describió el agujero oval que lleva su nombre  (descrito previamente por el cirujano italiano D. Arantsi). Estudió la anatomía patológica y clínica de la sífilis (recomiendando las mercuriales para su tratamiento) y los métodos de tratamiento de las heridas por arma de fuego.
En los últimos años de su vida Botallo se retiró de la práctica médica activa, al parecer como consecuencia de la malaria. Murió en Francia en 1587 o 1588, entre Chenonceau y Blois . El lugar donde fue enterrado es desconocido.

## Obra
- De curandis vulneribus sclopettorum (1560)

- De catarrho commentarius (1564)